# Cueca sola

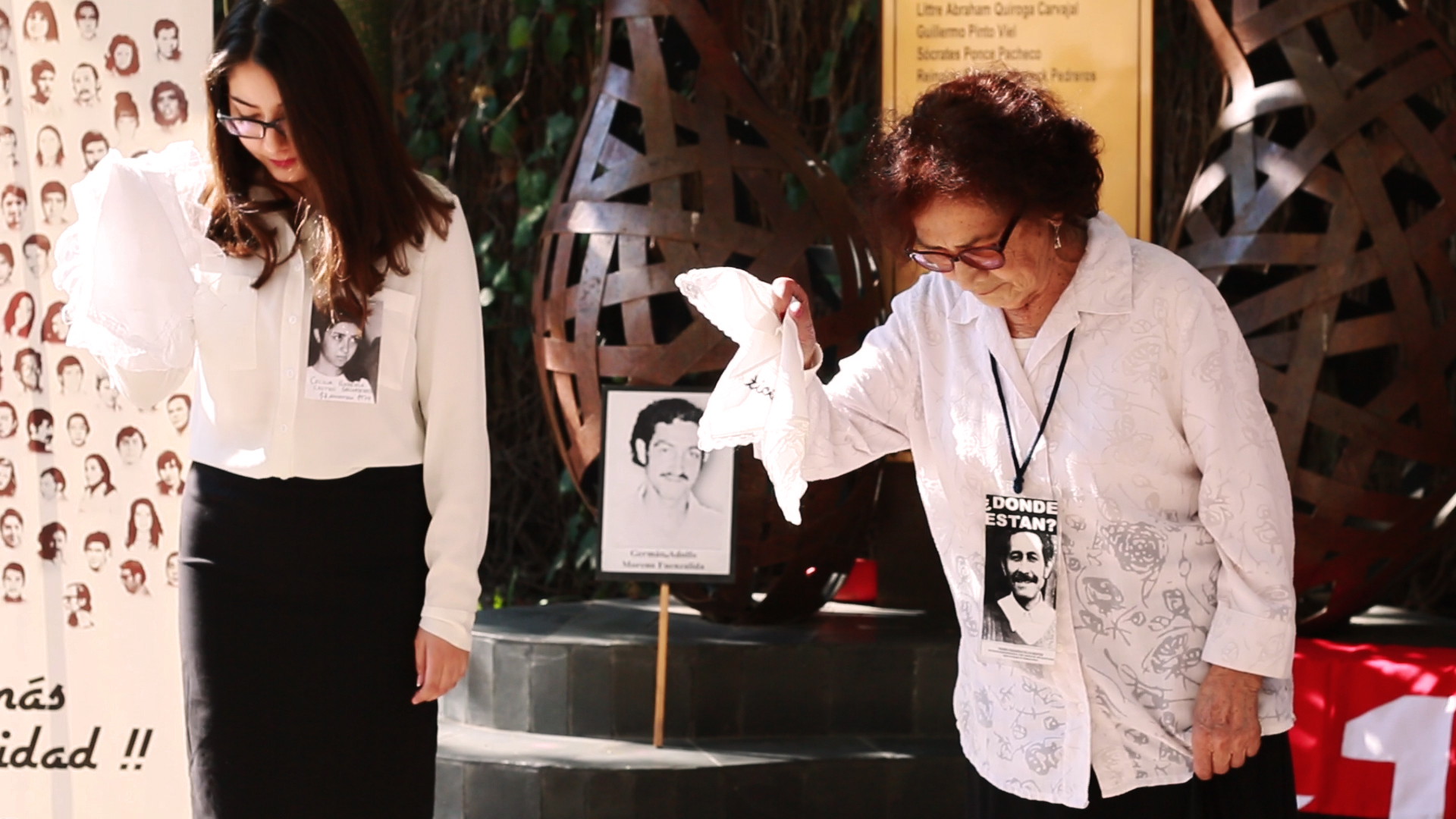
Violeta Zúñiga bailando la cueca sola, junto a Sofía Ureta, en un acto que conmemora a los 119 desaparecidos en la Facultad de Derecho de la Universidad de Chile.

La cueca sola es una modalidad dancística de la cueca tradicional, creada por la Agrupación de Familiares de Detenidos Desaparecidos (AFDD) de Chile, organización fundada tras el golpe militar de 1973 en Chile.
Esta presenta la particularidad que es bailada solamente por una mujer, sin una pareja, tal como sería en cualquier variante de la cueca, y portando el retrato de la persona que busca recordar. La tonada y el ritmo del baile se preserva, pero los versos de la cueca manifiestan el dolor de la pérdida del ser querido en los tiempos de dictadura.

## Interpretación
La interpretación de la cueca comienza con la presentación de la persona indicando el parentesco de la persona desaparecida, quien porta en su pecho el retrato de la persona con la que bailará.

Soy madre de... / soy hija de... / soy hermana de ..., detenido(a) desaparecido(a) el ....

Tras la presentación de la persona, se acostumbra a hacer un brindis, el cual se evoca el sentimiento de pérdida del familiar, pero también es un llamado a que no se vuelvan a cometer hechos de violencia en el país.
«Yo brindo por la verdad, la justicia y la razón,

porque no exista opresión, ni tanta desigualdad.

Con coraje y dignidad, de este mal hay que salir,

vamos a reconstruir y con cimientos bien firmes,

para que jamás en Chile esto se vuelva a vivir»
A continuación del brindis, el grupo folclórico comienza la interpretación de los compases propias de la cueca, donde la persona comienza a realizar el baile, tal como transcurre con una persona quien acompañe los pasos. A diferencia de la cueca tradicional, esta cueca no contiene pasos osados para cautivar a la pareja de baile, sino que es realizada con un carácter más sobrio, pero sin denotar tristeza por parte de las ejecutantes. Al cierre del baile, la persona queda de frente al público, en lugar de mirar de frente al acompañante imaginario.

## Primeras presentaciones y laFranja del No
Las primeras presentaciones de la cueca sola se realizaron en el año 1978, por el grupo folclórico de la Agrupación de Familiares de Detenidos Desaparecidos, quienes, motivados por los versos de Gala Torres y Victoria Díaz, buscó retratar la cotidianidad perdida tras la separación forzosa de las familias, y esta expresión cultural se presentó como resistencia cultural a la dictadura. La primera interpretación pública a una gran cantidad de personas se realizó en el acto del Día de Mujer de 1983 en el Teatro Caupolicán.
Dentro de la franja electoral televisiva del plebiscito de 1988, se dedicó un tiempo al grupo folclórico para presentar la cueca sola. En esta interpretación aparecen Anita Rojas, Tania Toro, Mireya Ramírez, Violeta Morales, Violeta Zúñiga, Doris Meniconi, Norma Mattus y Gala Torres, quienes presentaron el baile a las cámaras y fue exhibido dentro de la franja televisiva.
Entre las interpretaciones más destacadas, se encuentran las realizadas en los conciertos de Sting, organizados por Amnistía Internacional, en Mendoza (1988) y Santiago de Chile (1990), donde el cantante invitó a la AFDD al escenario para bailar la cueca.

## Influencias
En 1987, el cantante Sting compuso e interpretó la canción They Dance Alone, la cual habla acerca de los familiares de los detenidos desaparecidos que bailan con las fotografías en las manos. Fue compuesta en inglés y lanzada en español como Ellas danzan solas.
En 2003 se realizó un documental, dirigido por Marilú Mallet, llamado La cueca sola, el cual muestra la historia de cinco personas se ven fuertemente vinculado con este baile.